# Platja de l'Aiguadolç
La platja de l'Aiguadolç és una platja urbana del municipi de Vilanova i la Geltrú (Garraf). Limita a llevant amb una escullera que la separa de la platja de Sant Gervasi, i a ponent amb la zona rocosa de la Punta de Santa Llúcia. Té una longitud de 150 metres i una amplada mitjana de 30 metres, formada per sorra fina i un pendent d'entrada a l'aigua suau. S'hi practica el nudisme. Comparteix els serveis de la platja de Sant Gervasi, per la seva proximitat.